# Niwryttinath

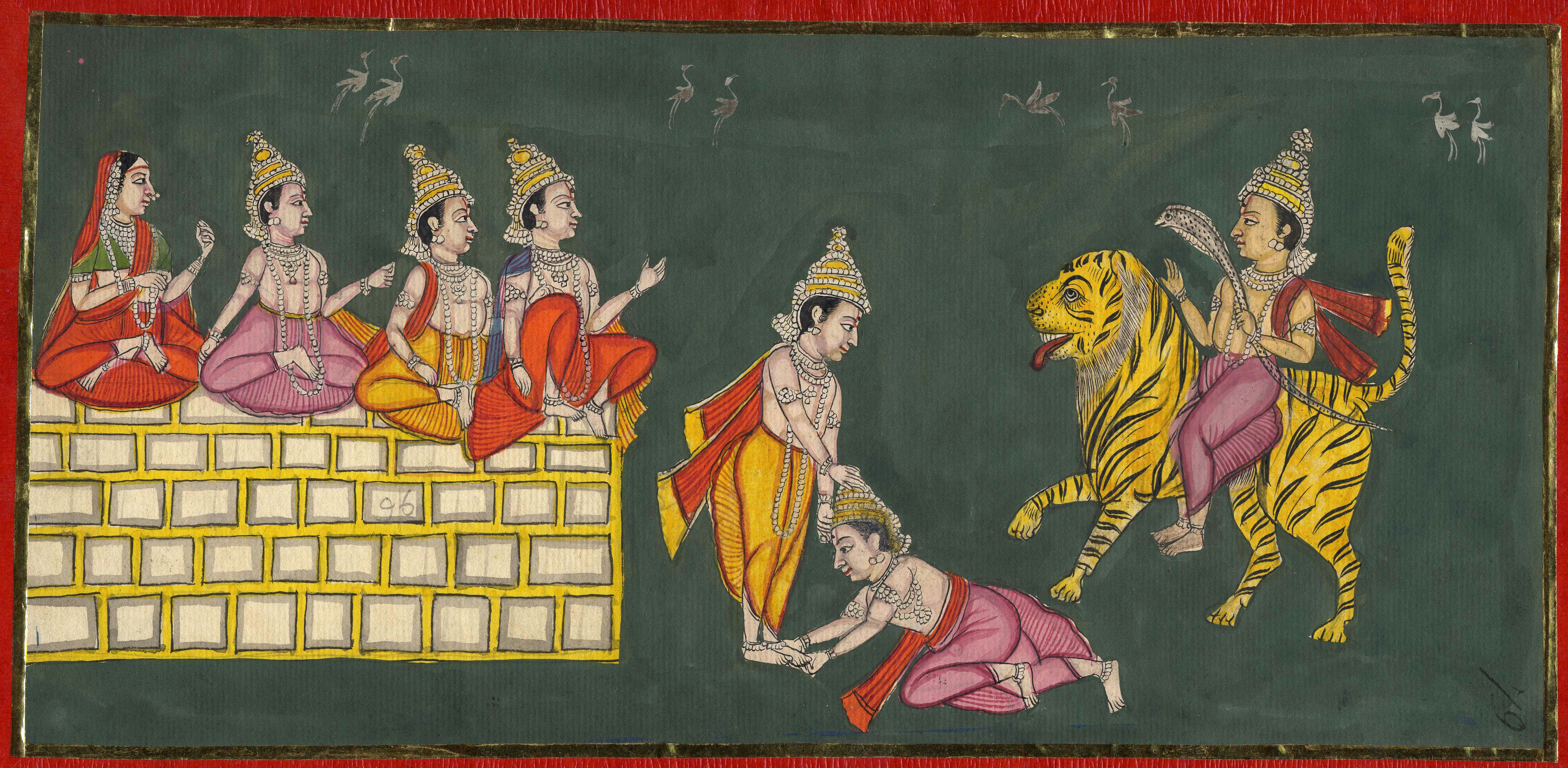
Ćangdew składający pokłon Dźnaneśwarowi

Niwryttinath – XIII-wieczny indyjski poeta, tworzący w języku marathi. Był starszym bratem i jednocześnie duchowym nauczycielem Dźniandewa.